# Будівництво 511 і ВТТ
Будівництво 511 і ВТТ — підрозділ, що діяв в системі виправно-трудових установ СРСР.
Організований 23.04.51 ;

закритий 29.04.53

## Підпорядкування і дислокація
- ГУЛЖДС ;
- ГУЛАГ МЮ з 02.04.53.

Дислокація :м.Мурманськ на 23.04.51;

Мурманська область, Калуський р-н, с. Мурмаші на 27.02.53

## Виконувані роботи
- будівництво залізниці Кіца - Печенга - Ліїнахамарі,
- будівництво залізничної гілки широкої колії до аеродромів ВПС Північного Флоту Кілп-Явр (нині Кілп'явр ) і Луостарі (8-10 км кожна),
- лісозаготівлі,
- земляні та кар'єрні роботи,
- будівельні і дорожні роботи.

## Чисельність з/к
- 07.51 — 1888,
- 12.51 — 5162,
- 01.01.52 — 5105,
- 01.01.53 — 5318,
- 25.05.53 — 1573